# Бюрльонкур
Бюрльонку́р (фр. Burlioncourt) — коммуна на северо-востоке Франции, регион Гранд-Эст (бывший Эльзас — Шампань — Арденны — Лотарингия), департамент Мозель. Относится к  кантону Шато-Сален.	

## Географическое положение
Бюрльонкур расположен в 45 км к юго-востоку от Меца. Соседние коммуны: Сотзелен на востоке, Шато-Вуэ на юго-востоке, Обрек и Ампон на юге, Пюттиньи на юго-западе, Вакси на западе, Ваннкур и Дален на северо-западе.

## История
- Поселение бывшего епископата Меца.

## Демография
По переписи 2007 года в коммуне проживало 177 человек.	

## Достопримечательности
- Следы галло-романской культуры.
- Церковь Сен-Лежер XVIII века.